# Rosmunda e Alboino
Rosmunda e Alboino è un film del 1961 diretto da Carlo Campogalliani.

## Trama
Alboino, un crudele sovrano longobardo, sposa Rosmunda, la figlia del re Cunimondo, ucciso in battaglia, picchia il suo amante ma alla fine affronta una grande rivolta popolare contro di lui.